# Cinnyricinclus
Cinnyricinclus is een geslacht van zangvogels uit de familie  spreeuwen (Sturnidae). Er is één soort:
- Cinnyricinclus leucogaster  –  Amethistspreeuw